# باول بوث
باول بوث (5 سبتمبر 1965 - ) (بالإنجليزية: Paul Booth)‏ هو لاعب كريكت بريطاني.